# ناحیه أوزلاقن
ناحیه أوزلاقن (به عربی: دائرة أوزلاقن) یک ناحیه در الجزایر است که در استان بجایه واقع شده‌است.